# Haplogruppe K (mtDNA)
Die Haplogruppe K ist in der Humangenetik eine Haplogruppe der Mitochondrien (mtDNA bezeichnet die mitochondriale DNA). 
Sie ist die häufigste Subgruppe der Haplogruppe U8 und hat ein geschätztes Alter von ca. 12.000 Jahren.
In Europa ist sie vor allem rund um die Alpen und auf den Britischen Inseln verbreitet; die Gletschermumie Ötzi gehörte einer Untergruppe der mtDNA-Haplogruppe K1 an, zu der derzeit keine Überlebenden bekannt sind. Die Haplogruppe kommt in niedriger Frequenz in Nordafrika, dem Nahen Osten und Südasien vor. Des Weiteren haben ca. 32,73 % der Haplotypen der aschkenasischen Juden die Haplogruppe K: 20,7 % von ihnen haben K1a1b1a, 6,1 % haben K1a9, 5,3 % haben K2a2a1, 0,4 % haben K2a, 0,2 % haben K1a4a, und 0,03 % haben K1a1b1.
In seinem populären Buch Die sieben Töchter Evas gibt Bryan Sykes der Urmutter dieser Haplogruppe den Namen Katrine.

## Stammbaum
Dieser phylogenetische Stammbaum der Subgruppen von Haplogruppe K basiert auf einer Veröffentlichung von Mannis van Oven und Manfred Kayser und anschließender wissenschaftlicher Forschung.
- U8b'K
  - U8b
    - K
      - K1
        - K1a
          - K1a1
            - K1a1a
              - K1a1a1

            - K1a1b
              - K1a1b1
                - K1a1b1a
                - K1a1b1b

              - K1a1b2
                - K1a1b2a

          - K1a2
            - K1a2a
            - K1a2b

          - K1a3
            - K1a3a
              - K1a3a1
              - K1a3a1a

          - K1a4
            - K1a4a
              - K1a4a1
                - K1a4a1a
                - K1a4a1b
                - K1a4a1c1

            - K1a4b
              - K1a4b1

            - K1a4c
            - K1a4d

          - K1a5
          - K1a6
          - K1a7'8
            - K1a7
            - K1a8
              - K1a8a

          - K1a9
          - K1a10
          - K1a11
          - K1a12
            - K1a12a

        - K1b
          - K1b1
            - K1b1a
              - K1b1a1

            - K1b1b
            - K1b1c

          - K1b2
            - K1b2a
            - K1b2b

        - K1c
          - K1c1
            - K1c1a
            - K1c1b

          - K1c2

        - K1ö

      - K2
        - K2a
          - K2a1
            - K2a1a

          - K2a2
            - K2a2a

          - K2a3
          - K2a4
          - K2a5
          - K2a6

        - K2b
          - K2b1
            - K2b1a

        - K2c